# Laboutarie
Laboutarie település Franciaországban, Tarn megyében. Lakosainak száma 508 fő (2022. január 1.). Laboutarie Lombers, Montdragon, Saint-Genest-de-Contest és Sieurac községekkel határos.

## Népesség
A település népességének változása:
| Lakosok száma | 483  | 495  | 498  | 489  | 486  | 489  | 489  | 494  | 508  |
|               | 2013 | 2015 | 2016 | 2017 | 2018 | 2019 | 2020 | 2021 | 2022 |